# فلاویا یولیا کنستانتیا
فلاویا یولیا کنستانتیا (به لاتین: Flavia Julia Constantia) (زادهٔ پس از ۲۹۳ – درگذشتهٔ پیرامون ۳۳۰) دختر کنستانتیوس کلوروس، خواهر ناتنی کنستانتین بزرگ، همسر لیسینیوس و امپراتریس روم بود.

## زندگینامه
کنستانتیا دختر امپراتور روم، کنستانتیوس کلوروس از دومین همسرش فلاویا ماکسیمیانا تئودورا بود. در ۳۱۳ برادر ناتنیش کنستانتین یکم او را به ازدواج لیسینیوس که به امپراتوری مشترک با او رسیده بود درآورد. آنها در ۳۱۵ صاحب فرزند پسری شدند و نامش را والریوس لیسینیانوس لیسینیوس گذاشتند.
با شروع درگیری بین لیسینیوس و کنستانتین در ۳۱۶، کنستانتیا جانب شوهرش را گرفت و با او ماند. لیسینیوس در ۳۲۴ وارد دومین جنگ با کنستانتین شد که با پیروزی کنستانتین و اسارت لیسینیوس به پایان رسید. کنستانتیا با وساطت پیش برادرش از او خواست تا از جان همسرش بگذرد. کنستانتین نخست با خواستهٔ خواهرش موافقت نمود و با بخشیدن زندگی لیسینیوس او را ملزم به زندگی به‌عنوان یک شهروند عادی در تسالونیکا نمود. اما یک سال بعد در ۳۲۵ او از تصمیم خود برگشت و فرمان مرگ لیسینیوس و سپس خواهرزاده‌اش والریوس را صادر نمود که ضربه‌ای سنگین برای کنستانتیا بود.
کنستانتیا بقیهٔ عمرش را در دربار برادرش گذراند و عنوان افتخاری nobilissima femina به او داده شد. او به مسیحیت گروید و در نخستین شورای کلیسایی نیقیه از آریان‌مذهب‌ها حمایت نمود.
نام شهر کنستانس در رومانی برگرفته از نام کنستانتیا است.